# Côm nến
Côm nến hay còn gọi côm harmand (danh pháp khoa học: Elaeocarpus harmandii) là một loài thực vật có hoa trong họ Côm. Loài này được Pierre mô tả khoa học đầu tiên năm 1888.